# Ebreuil
Ébreuil – miejscowość i gmina we Francji, w regionie Owernia-Rodan-Alpy, w departamencie Allier.

## Demografia
Według danych na rok 2007 gminę zamieszkiwało 1265 osób, a gęstość zaludnienia wynosiła 49 osób/km². W styczniu 2015 r. Ébreuil zamieszkiwało 1295 osób, przy gęstości zaludnienia wynoszącej 55,3 osób/km².